# Клод Окінлек
Клод Окінлек (англ. Claude Auchinleck; нар. 21 червня 1884, Олдершот, Гемпшир — пом. 23 березня 1981, Марракеш) — британський воєначальник, фельдмаршал Британської армії, учасник Першої та Другої світових воєн. Більшість своєї кар'єри присвятив службі в армії Британської Індії, де двічі був її головнокомандувачем, і провів на цій посаді значну частину Другої світової війни, аж до розділу Британської Індії в 1947 році, коли він став головнокомандувачем британських сил в Індії та Пакистані.

## Біографія
Військова кар'єра
- 21 січня 1903 — другий лейтенант
- 21 квітня 1905 — лейтенант
- 21 січня 1912 — капітан
- 21 січня 1918 — майор
- 21 січня 1929 — підполковник
- 1 лютого 1930 — полковник
- 30 листопада 1935 — майор-генерал
- 16 березня 1940 — лейтенант-генерал
- 26 грудня 1940 — генерал
- 1 червня 1946 — фельдмаршал

### Ранні роки та початок служби
Клод Джон Ейр Окінлек народився 21 червня 1884 року в місті Олдершот, Гемпшир, у небагатій родині полковника Джона та Мері Окінлек. Військову освіту здобув у Королівському військовому коледжі в Сандгерсті, де навчався до 1903 року. 21 січня 1903 року отримав військове звання другий лейтенант та направлений для подальшого проходження служби до Індійської армії. Але першу посаду отримав тільки у квітні 1904 року у 62-му Пенджабському піхотному полку. Дуже швидко засвоїв декілька місцевих індійських мов, що допомогли йому доволі повільно опанувати місцеві звичаї, традиції й у свою чергу сприяли здобуттю поваги з боку тамтешніх мешканців і особливо солдатів.
21 квітня 1905 року присвоєне військове звання лейтенант і провів наступні два роки на службі в Тибеті та Сіккімі. Потім служив у Банарасі, розташованому на лівому березі Гангу, священному місті для індусів, буддистів і джайнів.
З початком Першої світової війни капітан Клод Окінлек був відправлений зі своїм полком на оборону Суецького каналу, у лютому 1915 року взяв участь у бою проти османських військ під Ісмаїлією. У подальшому 62-й полк переведений до Адена, де виконував охоронні функції. 31 грудня 1915 року частина Окінлека, що входила до 6-ї Індійської дивізії, висадилась морським десантом у Басрі під час Месопотамської кампанії.
У наступні роки офіцер брав участь у низці боїв та битв проти турецького війська, у боях у дефіле Ханна в січні 1916 року, де в його полку у запеклих сутичках з турками вціліло лише декілька британських офіцерів, у другій битві за Ель-Кут у лютому 1917 року, та битві за Багдад у березні того ж року. Окінлек був відмічений декілька разів державними нагородами, у тому числі орденом «За видатні заслуги».

### Міжвоєнний час
З 1920 до 1921 року Клод Окінлек проходив навчання у Командно-штабному коледжі у Кветті; у той час він одружився з Джессі Стюарт.
У лютому 1923 року він став тимчасово помічником заступника генерал-квартирмейстера у штабі Британської Індійської армії, а пізніше заступником командира свого полку. У 1927 році пройшов навчання у Імперському оборонному коледжі в Лондоні. Далі продовжив службу в Індії, командував рідним полком, 1 лютого 1930 року підвищений у полковники. Проходив службу викладачем-інструктором у Командно-штабному коледжі у Кветті. Потім командував Пешаварською бригадою, яка у липні-жовтні 1933 року проводила репресивні акції проти афганських та пуштунських племен Моманд та Баджаур. У серпні 1935 року під час проведення Другої момандської кампанії проти тубільних племен північно-західної провінції в Індії, бригада К. Окінлека залучалась до каральних дій проти повсталих народів, де британці застосовували танки.
30 листопада 1935 року йому присвоєне звання генерал-майор.
У вересні 1936 року К. Окінлека призначили на посаду заступника начальника Генерального штабу та начальником департаменту навчання в Делі. У липні 1938 року він став командувачем військами округу Мірут. Незабаром його обрано головою комітету модернізації, реформування та переоснащення Британської індійської армії.

### Друга світова війна

#### Норвегія та Індія

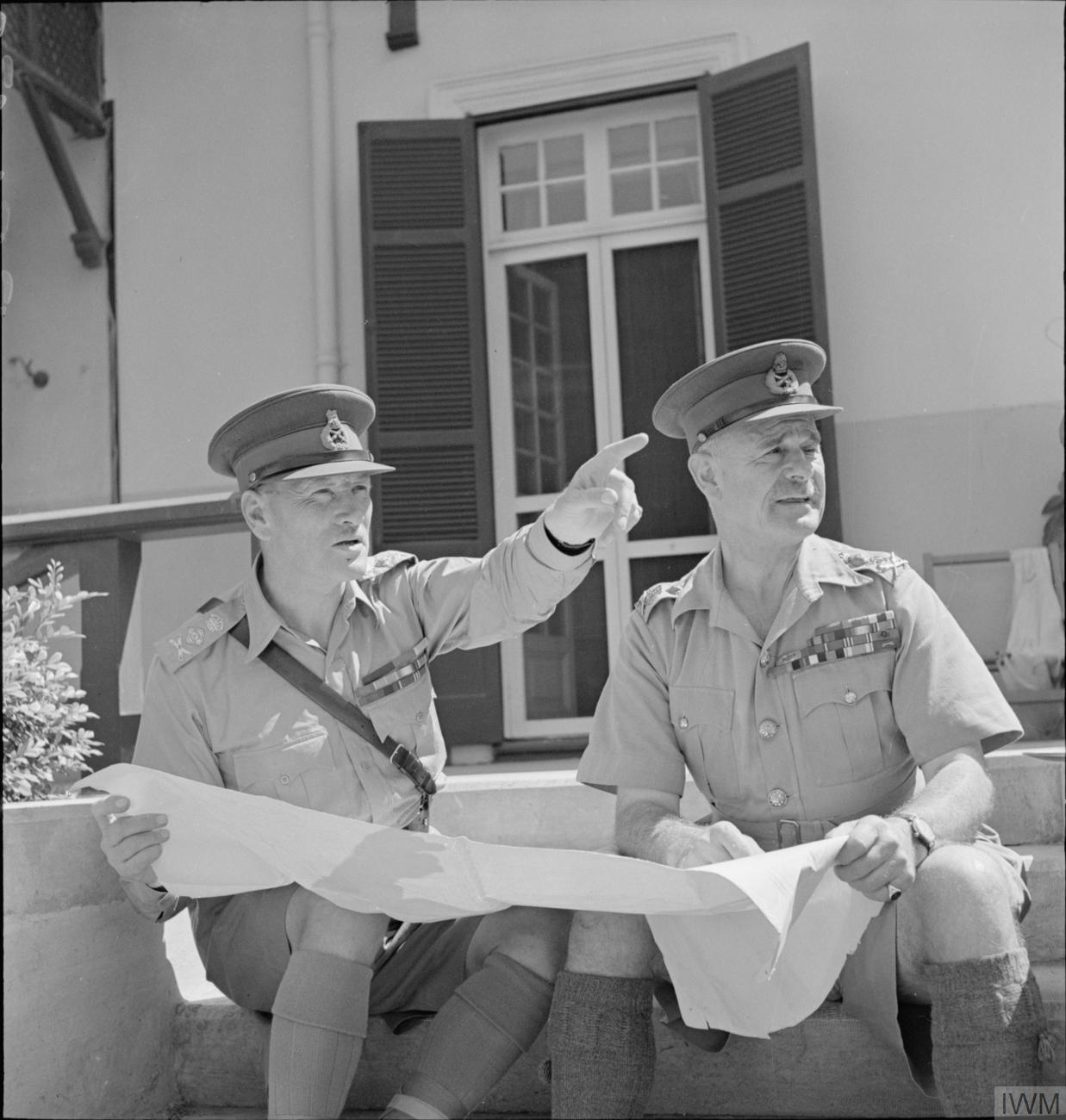
Генерал К.Окінлек з генералом А. Вейвеллом. 8 вересня 1941

З початком Другої світової війни в Європі генерал-майор К. Окінлек прийняв під своє командування 3-тю Індійську піхотну дивізію, а вже у січні 1940 року став командиром 4-го армійського корпусу. У травні 1940 року його визначили командувати об'єднаними англо-французькими експедиційними силами, що діяли в Норвегії. Але, Норвезька кампанія для союзників завершилась повним провалом, а з початок вторгнення німецького вермахту до Франції вони повернулись до своїх країн. У червні Окінлек став командиром 5-го армійського корпусу, а за місяць він був призначений командувати Південним командуванням. На цій посаді в нього склались дуже напружені та складні стосунки з його підлеглим, майбутнім фельдмаршалом Б. Монтгомері щойно призначеним командиром 5-го корпусу.
Як писав пізніше у своїх мемуарах Монтгомері:

| «У 5-му корпусі я служив під проводом Окінлека... Не можу згадати жодного випадку, коли ми погоджувались по чому-небудь»[4] Оригінальний текст (англ.) «In the 5th Corps I first served under Auchinleck... I cannot recall that we ever agreed on anything» |
26 грудня 1940 року К. Окінлек отримав звання генерала, а в січні 1941 р. повернувся до Індії головнокомандувачем британської армії в колонії. Одночасно, він отримав посаду виконавчого радника генерал-губернатора Індії.
У березні 1941 року пронімецькі налаштований прем'єр-міністр Іраку Рашид Алі аль-Гайлані вигнав прибічника Британії Нурі аль-Саїда, а 1 квітня, спираючись на «Золоту четвірку», усунув Абд аль-Ілаха з посту регента при малолітньому королі країни Фейсалі II, зробивши замість нього регентом Шеріфа Шарафа. Наслідком військового перевороту стала загроза появи на Близькому Сході пронацистської країни, яка підтримувала б країни Осі. У квітні ситуація ускладнилась, під загрозою виявилась велика авіаційна база Британії в Хабанії, що знаходилась західніше Багдаду.
На відміну від генерала А. Вейвелла, командувача Середньосхідного командування, який, незважаючи на наполегливі вимоги прем'єр-міністра В. Черчилля та загрузлий подіями в Греції й Західній Сахарі, діяв нерішуче, К. Окінлек стрімко ухвалив рішення та повітрям перекинув батальйон королівського полку до Хабанії. Тим часом до Іраку морем наближалась 10-та піхотна дивізія.
У наслідок англо-іракської війни, що почалась, іракські війська спробували атакувати британські бази, втім британці, маючи перевагу у повітрі, відбили їхні атаки та перейшли у контрнаступ. Хоча на початку травня до Мосула й прибули німецькі й італійські літаки, але тільки 23 травня 1941 року Адольф Гітлер підписав директиву № 30 «Середній Схід», де зазначалося, що арабський національно-визвольний рух на Середньому Сході розглядається як природний союзник Німеччини. 27 травня почався британський наступ на Багдад, а 31 травня місто здалось.

#### Північна Африка
У липні 1941 року К. Окінлек змінив на посаді командувача Середньосхідного командування генерала А. Вейвелла, який відповідно перейняв на себе обов'язки головнокомандувача британської армії в Індії. До сфери відповідальності штабу Командування генерала Окінлека увійшла не тільки Північна Африка, а й Персія та Близький Схід.
У листопаді 1941 року він розпочав операцію «Крусейдер» — наступ союзних військ проти німецько-італійської армії Е. Роммеля. Британські війська із союзниками успішно просувались вперед, незабаром обложений німцями Тобрук був визволений, противник змушений був відступити до оборонної лінії на Газаль, західніше Тобруку, а потім далі на Ель-Агейла. Це була перша серйозна перемога британської армії над німецькими військами під час Другої світової війни.
Окрилений успіхами К.Окінлек вважав, що противник розгромлений і перебував у райдужному настрої з приводу своєї перемоги. Однак, навдивовижу для британського командувача, Е. Роммель вміло провівши організований відхід, здійснив перегрупування та несподівано сам 21 січня 1942 року перейшов у контрнаступ й скоро розпорошені та розтягнуті підрозділи 8-ї армії змушені були поспіхом відступати до Єгипту.
Начальник британського Генерального штабу фельдмаршал А.Брук писав у своєму щоденнику: «Нічого іншого, окрім поганого керівництва з боку Окінлека. Він був надмірно самовпевнений та переповнений надзвичайним оптимізмом. … він міг би бути однім з найкращих командирів, однак відсутність у нього якостей обирати порядних командирів, замість тих, хто натуркав йому у вуха те, що він хотів почути.»
Битва біля Газали, що почалась 26 травня 1942 року, завершилася розгромом британців, Е. Роммель здобув найважливішу перемогу у своїй кар'єрі. Спроба британської армії контратакувати завершилась провалом, багато танків було кинуто напризволяще, ініціатива на півночі Африки остаточно перейшла в руки німецької танкової армії. 21 червня 1942 року німці швидко опанували Тобрук і простували далі вглиб Єгипту, на даючи противникові можливості отямиться та провести перегрупування своїх сил. Нарешті виснажені багатомісячними боями обидві сторони зійшлися у першій битві біля Ель-Аламейну.
24 червня 1942 року генерал Окінлек перейняв на себе керівництво 8-ю армією, втративши довіру до її командувача генерала Н. Річі та його здібності провадити управління підпорядкованими військами. Прийнявши усю відповідальність за наступні дії, Окінлек організував оборону під Ель-Аламейном і провів низку контратак, сподіваючись на перевагу в особовому складі та ресурсах. Проте, ці атаки, наспіх влаштовані, погано організовані та скоординовані, мали низьку ефективність і обійшлися великою ціною для британських військ. Розлючений командувач, незадоволений діями своїх підлеглих, почав відстороняти від займаних посад ряд вищих та старших офіцерів, що у свою чергу призвело до конфліктів між ним та іншими офіцерами. В армії назрівали серйозні суперечності. Ситуація погіршувалася тим, що більшість командного складу не довіряла ні командувачу генералу К. Окінлеку, ні його начальнику оперативного управління генерал-майору Дорману-Сміту. На липень в об'єднанні склалась атмосфера повного краху, стосунки між начальниками та підлеглими зайшли в глухий кут.

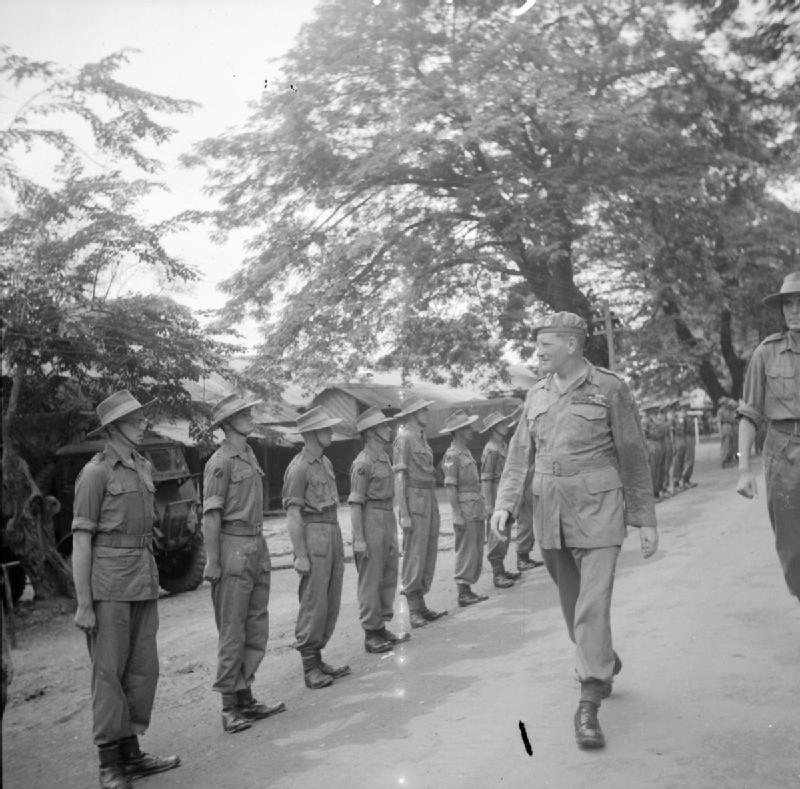
Генерал К.Окінлек інспектує британські війська в Бірмі. 1 серпня 1945

На початку серпня 1942 року прем'єр-міністр Великої Британії Вінстон Черчилль відвідав Близький Схід та на місці ознайомився з обстановкою, що склалась у наслідок розгрому британських військ на півночі Африки. За результатами інспекційної перевірки В. Черчилль відкликав з посади ТВО командувача 8-ї армії генерала сера К. Окінлека та призначив В. Готта. Проте, не встигнувши зайняти пост, 7 серпня 1942 року Вільям Готт загинув на борту транспортного літака «Бомбей», який був збитий німецькими винищувачами Me 109 з JG 27 при посадці аеродромі в Каїрі. Головнокомандувачем Середньосхідного командування був призначений генерал Г.Александер.
Після загибелі генерала Готта начальник Імперського Генерального штабу фельдмаршал А. Брук переконав Черчилля, що найкращим кандидатом буде генерал Б.Монтгомері й 13 серпня 1942 року той був призначений командувачем британськими військами в Африці.

#### Індія
Прем'єр-міністр запропонував К. Окінлеку посаду знов створюваного Персидсько-Іракського командування, однак той відмовився й з дозволу керівництва повернувся до Індії. Майже рік, до червня 1943 року генерал Окінлек перебував поза штатом, доки не був призначений командувачем британської армії в колонії, а генерал А. Вейвелл з 1 жовтня 1943 року не зайняв пост віце-короля Індії.

Фельдмаршали Б.Монтгомері, А.Вейвелл й К. Окінлек. Нью-Делі. 17 червня 1946

З прибуттям нового головнокомандувача силами Британської імперії в Південно-Східній Азії адмірала Л. Маунтбеттена, на генерала К.Окінлека було покладене завдання щодо реорганізації Британської індійської армії, охорони та забезпечення внутрішньої безпеки колонії, а також тренування резервів й удосконалення мобілізаційних резервів у Британській Індії. Однією з найскладніших завдань було всебічне забезпечення 14-ї армії, що билась у Бірмі.

### Післявоєнний час
Генерал Окінлек продовжував керувати Британською індійською армією до 1947 року, і як виявилось проти його волі завдяки його заслугам після розділу Індія та Пакистан стали використовувати здобутий досвід у формуванні власних збройних сил. 1 червня 1946 року йому було присвоєне вище звання фельдмаршал, разом з цим, він відмовився прийняти титул пера Англії, вважаючи це занадто політичним кроком.
Після розділу Британської Індії у серпні 1947 року, К. Окінлек був призначений головнокомандувачем усіх британських військ на території колишніх колоній і залишався на цій посаді до розформування штабу наприкінці листопада 1948 року. Склавши свої обов'язки він завершив службу в армії та 1 грудня 1948 року назавжди залишив Індію.
Після нетривалого перебування в Італії, К. Окінлек повернувся до Лондона, де зайнявся добродійністю та бізнесом. У 1960 році він оселився у Бекклесі у Суффолку, а у віці 84 років переїхав до Марокко та оселився в Марракеші, де й помер 23 березня 1981 року.

## Мемуари
- Auchinleck, Claude (8 March 1942). Operations in the Middle East 5th July 1941 to 31 October 1942. London: War Office. «No. 37695». The London Gazette. 20 August 1946. pp. 4215–4230.)
- Auchinleck, Claude (26 January 1943). Operations in the Middle East 1st November 1941 to 15 August 1942. London: War Office. «No. 38177». The London Gazette. 13 January 1948. pp. 309—400.)
- Auchinleck, Claude (22 November 1945). Operations in the Indo-Burma Theatre based on India from 21st June 1943 to 15 November 1943. London: War Office. «No. 38274». The London Gazette. 27 April 1948. pp. 2651—2684.)